# Скицов
Скицов (словац. Skýcov) — село в окрузі Комарно Нітранського краю Словаччини. Площа села 25,23 км². Станом на 31 грудня 2015 року в селі проживало 974 жителі.

## Історія
Перші згадки про село датуються 1298 роком.

## Населення
| Рік:            | 1994. | 2004.   | 2014.   | 2024.   |
| --------------- | ----- | ------- | ------- | ------- |
| Кількість осіб: | 1072  | 1037    | 981     | 936     |
| Різниця:        |       | -3,26 % | -5,40 % | -4,58 % |

| Рік:            | 2023. | 2024.   |
| --------------- | ----- | ------- |
| Кількість осіб: | 940   | 936     |
| Різниця:        |       | -0,42 % |